# Marathon van Amsterdam 2015

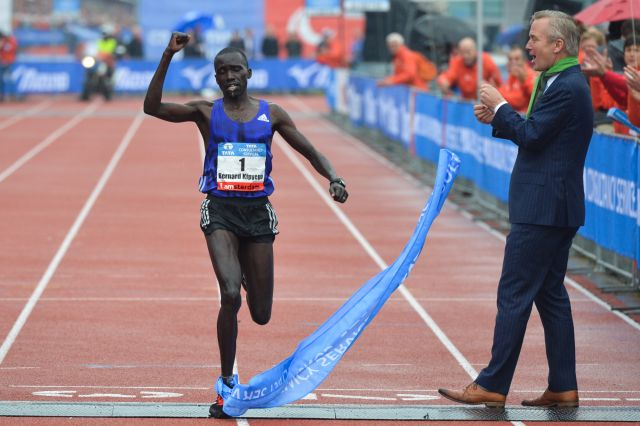
Bernard Kipyego

De marathon van Amsterdam 2015 vond plaats op zondag 18 oktober 2015 in Amsterdam, onder de naam TCS Amsterdam Marathon. Het was de 40e editie van deze marathon. Het weer was koud en nat, hetgeen de toptijden drukte.
De wedstrijd bij de mannen werd net als het jaar ervoor gewonnen door de Keniaan Bernard Kipyego in 2:06.19, drie seconden sneller dan in 2014 en tevens zijn beste tijd ooit. Hij bleef zijn landgenoot Ezekiel Chebii een kleine minuut voor. Snelste Nederlander was Abdi Nageeye, die in een persoonlijk record van 2:10.24 zich ruimschoots kwalificeerde voor de Olympische Spelen van 2016 in Rio de Janeiro. Hij finishte als achtste. Michel Butter werd elfde en miste de olympische limiet op slechts acht seconden, terwijl de als veertiende eindigende Khalid Choukoud er 34 seconden boven bleef.
Bij de vrouwen was de Keniaanse Joyce Chepkirui het snelste en finishte in 2:24.11. Dat betekende een flinke verbetering van haar persoonlijk record, dat ze eerder dit jaar in Boston op 2:29.07 had gesteld. Op 27 seconden achterstand van Chepkirui kwam haar landgenote Flomena Cheyech als tweede binnen. De Australische Milly Clark finishte als derde binnen, op bijna vijf minuten van de winnares.
Er nam een recordaantal van ongeveer 12.500 hardlopers deel aan de marathon.
Naast de hele marathon kende het evenement ook een halve marathon, 8 km en een kinderloop over 700 meter.

## Marathon

### Mannen
| rang   | naam                   | land | tijd    |
| ------ | ---------------------- | ---- | ------- |
| Goud   | Bernard Kipyego        | KEN  | 2:06.19 |
| Zilver | Ezekiel Chebii         | KEN  | 2:07.18 |
| Brons  | Mike Kigen             | KEN  | 2:07.45 |
| 4      | Chala Dechase          | ETH  | 2:08.25 |
| 5      | Wilson Chebet          | KEN  | 2:08.45 |
| 6      | Seboka Nigusse         | ETH  | 2:09.14 |
| 7      | Jacob Kendagor         | KEN  | 2:10.13 |
| 8      | Abdi Nageeye           | NED  | 2:10.24 |
| 9      | Eliud Tarus            | KEN  | 2:10.45 |
| 10     | Abel Kirui             | KEN  | 2:10.55 |
| 11     | Michel Butter          | NED  | 2:11.08 |
| 12     | Stefano Larosa         | ITA  | 2:11.11 |
| 13     | Feyisa Bekele          | ETH  | 2:11.29 |
| 14     | Khalid Choukoud        | NED  | 2:11.34 |
| 15     | Dadi Yami              | ETH  | 2:13.40 |
| 16     | Essa Rashed            | QAT  | 2:14.18 |
| 17     | Koen Raymaekers        | NED  | 2:16.15 |
| 18     | Ronald Schröer         | NED  | 2:17.53 |
| 19     | Willem Van Schuerbeeck | BEL  | 2:19.40 |
| 20     | Ambroise Uwiragiye     | RWA  | 2:19.40 |

### Vrouwen
| rang   | naam                   | land | tijd    |
| ------ | ---------------------- | ---- | ------- |
| Goud   | Joyce Chepkirui        | KEN  | 2:24.11 |
| Zilver | Flomena Cheyech        | KEN  | 2:24.38 |
| Brons  | Milly Clark            | AUS  | 2:29.06 |
| 4      | Workitu Ayanu          | ETH  | 2:29.46 |
| 5      | Adero Nyakisi          | UGA  | 2:34.54 |
| 6      | Inge de Jong           | NED  | 2:37.08 |
| 7      | Hanna Vandenbussche    | BEL  | 2:42.53 |
| 8      | Mireille Baart         | NED  | 2:49.26 |
| 9      | Sabine Fischer         | SUI  | 2:49.27 |
| 10     | Anne-Laure Gauthier    | FRA  | 2:49.39 |
| 11     | Patricia Schreurs      | NED  | 2:52.52 |
| 12     | Cristina Giurcanu      | ESP  | 2:54.24 |
| 13     | Celine Veyrat          | FRA  | 2:57.01 |
| 14     | Ludivine Wissocque     | FRA  | 2:58.06 |
| 15     | Natasja Janssen        | NED  | 2:58.40 |
| 16     | Letícia Silvia Saltori | BRA  | 2:58.52 |
| 17     | Anna Salaneck          | SWE  | 2:59.08 |
| 18     | Ulla Binderup Jacobsen | DEN  | 2:59.44 |
| 19     | Latifa Schuster        | FRA  | 3:00.27 |
| 20     | Loretta Giarda         | ITA  | 3:00.42 |

## Halve marathon

### Mannen
| rang   | naam           | land | tijd    |
| ------ | -------------- | ---- | ------- |
| Goud   | Kaupo Sasmin   | EST  | 1:09.02 |
| Zilver | Ruben Geys     | BEL  | 1:09.12 |
| Brons  | Niklas Wihlman | FIN  | 1:09.22 |

### Vrouwen
| rang   | naam            | land | tijd    |
| ------ | --------------- | ---- | ------- |
| Goud   | Rosmery Quispe  | BOL  | 1:17.43 |
| Zilver | Mikaela Larsson | SWE  | 1:18.29 |
| Brons  | Laura Dunn      | GBR  | 1:20.40 |

1975 ·
1976 ·
1977 ·
1978 ·
1979 ·
1980 ·
1981 ·
1982 ·
1983 ·
1984 ·
1985 ·
1986 ·
1987 ·
1988 ·
1989 ·
1990 ·
1991 ·
1992 ·
1993 ·
1994 ·
1995 ·
1996 ·
1997 ·
1998 ·
1999 ·
2000 ·
2001 ·
2002 ·
2003 ·
2004 ·
2005 ·
2006 ·
2007 ·
2008 ·
2009 ·
2010 ·
2011 ·
2012 ·
2013 ·
2014 ·
2015 ·
2016 ·
2017 ·
2018 ·
2019 ·
2020 ·
2021 ·
2022 ·
2023 ·
2024 ·
2025